# 앤토니 로빈슨
앤토니 로빈슨(영어: Antonee Robinson, 1997년 8월 8일 ~ )은 미국의 축구 선수로 현재 잉글랜드 프리미어리그의 풀럼 FC와 미국 축구 국가대표팀에서 레프트 백으로 활약하고 있다.

## 클럽 경력
2017년 8월 4일, 안토니 로빈슨은 2018년 1월까지 볼턴 원더러스로 임대 계약을 체결했다. 2018년 1월 5일, 로빈슨이 시즌 말까지 볼턴에 남기로 합의했다고 발표되었다.
2019년 7월 15일, 로빈슨은 위건 애슬레틱과 3년짜리 영구 계약을 체결했다. 위건이 챔피언십에서 강등된 후, 로빈슨은 2020년 8월 20일 £2백만에 프리미어리그 클럽 풀럼으로 이적했다. 2023년 7월, 로빈슨은 풀럼과 2028년까지 재계약을 체결했다.